# Erementar Gerad
Erementar Gerad (jap. エレメンタル ジェレイド) ist eine Manga-Serie der japanischen Zeichnerin Mayumi Azuma, die dem Shōnen-Genre zuzuordnen ist und auch als Anime-Serie umgesetzt wurde.

## Handlung
Coud van Giruet hat schon als Kind seine Eltern verloren und wurde von Luftpiraten aufgenommen. Nach einem Überfall findet er unter der Beute ein junges Mädchen namens Reverie Metherlence, kurz Ren. Bei diesem Mädchen handelt es sich um einen Edilraid.
Edilraid sind physisch den Menschen völlig identische Wesen, die mit Menschen verschmelzen können, um diesen dann als Waffe zu dienen. Dabei existiert das Bewusstsein des Edilraid jedoch weiter, womit eher ein „Kampfbund“ als eine Kontrolle entsteht. Wenn eine Einheit der Seele und der emotionalen Lage des Menschen und des Edilraid geschaffen wird, ist diese in der Lage, gemeinsam Edilraid-Lieder zu singen, die gewaltige magische Kräfte entfalten können. Wenn ein Edilraid sich einmal mit einem Menschen vereinigt hat, sind diese feste Partner und der Edilraid kann nicht mehr mit einem anderen Menschen verschmelzen, bis sein Partner gestorben ist.
Als die Luftpiraten daraufhin von Arquaile, einer Edilraid-Schutzorganisation infiltriert werden und von diesen aufgefordert werden, den Edilraid in ihre Obhut zu geben, wird Couds Schiff von einer bösartigen Gruppe namens Chaos Choir angegriffen. Diese will die Weltherrschaft mithilfe der Edilraid an sich reißen. Nachdem das Schiff abgeschossen wurde, begeben sich Coud und Ren auf die Reise zum Edilgarten, das Ursprungsland aller Edilraid. Begleitet werden sie dabei von der Arquaile-Truppe. Diese besteht aus Kuea, ein Edilraid mit ständigem Hunger, Rowen, der Kueas menschlicher Kampfpartner ist, und Cisqua, der Anführerin des Trios. Während ihrer Reise erleben sie Abenteuer, während denen sich eine Liebe zwischen Ren und Coud entwickelt.
Schließlich wird Ren gegen Cisquas Einverständnis von Arquaile entführt, es gelingt ihr jedoch, sich zu befreien und den Edilgarten zu erreichen. Dieser ist völlig verwüstet und wird von Chaos Choir kontrolliert, die Ren als Ersatz für die momentane Königin Eve wollen. Doch gelingt es Coud dank seiner Liebe, Ren zu befreien und die Menschen und Edilraid mit einem mächtigen harmonieverströmenden Edilraid-Lied wieder zu vereinen.

## Veröffentlichungen
Erementar Gerad erscheint in Japan seit Februar 2002 in Einzelkapiteln im Manga-Magazin Comic Blade des Verlags Mag Garden. Im Dezember 2009 erschien das letzte Kapitel. Dieser bringt die Einzelkapitel in regelmäßigen Abständen auch in Form von Sammelbänden heraus, von denen 18 erschienen sind.
Der Manga wird unter anderem auch als Elemental Gelade ins Englische, ins Französische und Spanische übersetzt. Carlsen Comics verlegt die Sammelbände seit Juli 2005 auf Deutsch. Bislang sind 18 Bände erschienen. Vom Ableger Erementar Gerad - Flag of Blue Sky sind mittlerweile sechs Bände erschienen.

## Adaptionen

### Anime
Von 5. April bis 27. September 2005 lief auf dem japanischen Fernsehsender TV Tokyo eine Verfilmung des Mangas als Anime-Fernsehserie. Die Serie umfasst 26 Episoden zu je ungefähr 25 Minuten und wurde vom Animationsstudio XEBEC produziert. Regie führte Shigeru Ueda, das Charakterdesign entwarf Taeko Hori und künstlerischer Leiter war Hiromasa Ogura.
Die Serie erschien auf Englisch in Nordamerika, Großbritannien und Australien, außerdem in Frankreich, Russland, den Philippinen und Polen.

#### Synchronisation
| Rolle               | japanischer Sprecher (Seiyū) |
| ------------------- | ---------------------------- |
| Coud Van Giruet     | Akira Ishida                 |
| Reverie Metherlence | Mikako Takahashi             |
| Cisqua              | Nana Mizuki                  |
| Kullweet Envatilia  | Naoko Suzuki                 |
| Rowen               | Yuji Ueda                    |

#### Musik
Die Musik der Serie komponierte Yuki Kajiura. Der Vorspanntitel ist Forever von Savage Genius, die Lieder zum Abspann Yakusoku (約束) von Kuroda Michihiro und für die letzte Folge everlasting song ~japanese edition von FictionJunction ASUKA.

### Erementar Gerad – Ao no Senki
Seit Juni 2003 erscheint im Comic Blade Masamune, einem Schwestermagazin des Comic Blade, eine Manga-Serie unter dem Titel Erementar Gerad – Ao no Senki (EREMENTAR GERAD-蒼空の戦旗-), die bisher fünf Sammelbände umfasst und eine andere Handlung als Erementar Gerad aufweist. Carlsen Comics veröffentlicht die Serie seit Dezember 2006 unter dem Titel Erementar Gerad – Flags of Blue Sky. Bislang sind sechs Bände auf Deutsch erschienen.

### Light Novel
Seit August 2005 erscheint in Japan bei Mag Garden eine vom Autor Asaka Shou und Zeichnerin Mayumi Azuma gestaltete Light Novel. Die Reihe umfasst bisher zwei Bände.

### Hörspiel
Im Oktober 2003 erschien eine erste Hörspiel-DC zum Manga in Japan. Im April und September 2005 folgten zwei weitere CDs, alle erschienen bei Victor Entertainment.

### Videospiele
In Japan erschienen drei Videospiele zu Erementar Gerad. Das erste war Erementar Gerad: Matoe, Suifu no Ken, das 2005 für Handy und PlayStation 2 erschien. Im gleichen Jahr folgte Elemental Gelade: Tozasareshi Uta. 2006 erschien das Spiel Matoe, Suifu no Ken bei Taito.

## Rezeption
Malindy Hetfeld von Splashcomics bezeichnet den Manga als „ein echtes Fest für alle Rollenspieler und Fantasy-Fans“. Die Zeichnungen seien „atemberaubend und abwechslungsreich, mit tollen SD-Momenten und spannungsgeladenen Panels“. Die Charaktere seien detailliert gestaltet und die Handlung biete von Anfang an Action und Witz. Im Laufe der Handlung bliebe die Qualität gleich, die Charaktere würden weiter herausgearbeitet und so könne jeder Leser seine Lieblingsfigur finden.